# Casbia fulviplaga
Casbia fulviplaga là một loài bướm đêm trong họ Geometridae.